# Лідія Фой
Лідія Анніс Фой — ірландська трансгендерна жінка, що відзначилась своїм внеском у гендерне визнання в Ірландії. У 1992 році Фой мала операцію по зміні статі, і почала 20-річну боротьбу, щоб її свідоцтво про народження відображало її гендерну ідентичність. У 2007 році Верховний Суд Ірландії постановив, що відповідні положення Закону Республіки Ірландії були несумісні з Європейська Конвенція з прав людини, але до лютого 2013 року закон не був змінений і Фой відкрила нові правові провадження для виконання рішення за 2007 рік. Станом на 15 липня 2015 року в Ірландії був прийняти пройшов Білль про гендерне визнання 2014.

## Ранні роки та шлюб
Лідія Фой — стоматолог у відставці з Ати, графство Кілдер. Народилась у приватній лікарні в Мідлендсі, Ірландія. При народженні офіційно зареєстрована як чоловік з ім'ям Донал Марк. Фой виховували як хлопчика, з п'ятьма братами й сестрою.
З раннього дитинства Фой усвідомлювала свою «жіночність». Це тривало протягом навчання в інтернаті коледжу Клонгоуз Вуд з 1960 по 1965 рік. Отримавши атестат, Фой почала навчання у підготовчому медичному відділенні в Університетському коледжі в Дубліні, але через рік перейшла у стоматологічне відділення. У 1971 році Фой закінчила навчання зі ступенем бакалавра в галузі стоматологічної хірургії і розпочала практику як лікар-стоматолог.
У 1975 році, мешкаючи у Атлоні, Фой зустріла Анну Нотон у музичному товаристві. Нотон була секретарем із Клари, графство Оффалі, та була на вісім років молодша. Вони заручилися та одружились в церкві святих Петра і Павла в Горсліпі 28 вересня 1977 року. У пари народилось двоє дітей, у 1978 та 1980 році.

## Зміна статі
У 1980-ті роки Фой почала страждати від фізичних і психологічних розладів, які загострилися в серпні і вересні 1989 року, коли у неї стався нервовий зрив. Після психіатричної консультації їй поставили діагноз транссексуальність і призначили курс гормонального лікування. Фой  консультувалася ще з двома психіатрами в Англії, які поставили діагноз гендерної дисфорії.
Після цього Фой почала свій перехід від чоловічої до жіночого статі з електролізу, хірургічного збільшення грудей, операції на носі і адамовому яблуці, а також хірургічної зміни голосу. 25 липня 1992 Фой зазнала повної хірургічної зміни статі у Брайтоні, Англія. Це включало в себе видалення деяких зовнішніх і внутрішніх статевих тканин і хірургічної реконструкції вульви.
Комітет з питань охорони здоров'я Східної Ірландії покрив £3,000 від вартості операції.
Після того Фой продовжила жіноче життя. Вона покинула сімейний будинок у 1990 році, а судове рішення про розлучення було видане 13 грудня 1991 року. Спочатку Фой мала умовний  доступ до дітей, які жили під опікою матері, але у травні 1994 року окружний адміністративний суд заборонив його.
Фой, яка юридично змінила своє ім'я в листопаді 1993 року, змогла отримати паспорт, водійські права, медичну картку, а також  виборчі картки на нове прізвище. Однак, їй відмовили у проханні змінити стать в її свідоцтві про народження.

## Перша судова справа
Фой розпочала судове провадження у квітні 1997 року, для того щоб оскаржити відмову Генерального Секретаря видати їй нове свідоцтво про народження. Інтереси безробітньої Фой представляли правозахисники безкоштовного юридичного консультаційного центру (FLAC). В основі її судового позову було твердження про те що «Закон про народження та смерть» (Ірландія) 1863 року не виправдав практики застосування виключно біологічних показників, наявних на момент народження, для визначення статі у цілях реєстрації. За словами Фой, вона народилася як «жінка з вродженою інвалідністю», і помилка в реєстрації її статі у свідоцтві про народження була не лише незручною для неї, але й могла перешкоджати її конституційним правам, оскільки вона не змогла б вийти заміж.
Справа дійшла до Вищого суду в жовтні 2000 року. Колишня дружина Фой та їхні доньки заперечували її заяву, стверджуючи, що це може «негативно вплинути на їхнє правонаступництво та інші права».
Рішення було відкладене майже на два роки до 9 липня 2002 року, коли суддя Ліам МакКечі відхилив позов Лідії Фой, заявивши, що Фой народилась чоловіком на основі медичних та наукових доказів, і, відповідно, реєстрацію не можна змінити. Однак він висловив стурбованість позицією транссексуалів в Ірландії та закликав уряд терміново переглянути це питання.

## Друга судова справа
Лише через два дні після винесення рішення проти Фой Європейський суд з прав людини у Страсбурзі заслухав подібний випадок (Гудвін проти Великої Британії). Крістін Гудвін, британська транссексуалка, стверджувала, що відмова Великої Британії дозволити їй внести зміни до її свідоцтва про народження і вийти заміж за жінку, порушує Європейську конвенцію з прав людини. Суд заявив, що уряд Великої Британії порушив статтю 8 та статтю 12 конвенції. У відповідь на це Велика Британія прийняла закон про визнання гендеру 2004 року, який передбачає правове визнання трансгендерних осіб на їх нову або набуту статі та видачу нових свідоцтв про народження, що відображають таку стать.
У 2005 році Апеляційний суд повернув справу Фой у Вищий суд Ірландії для її подальшого розгляду. У той самий час Ірландія прийняла Закон Європейської конвенції про права людини 2003 року, для того щоб збільшити вплив Європейської конвенції з прав людини в ірландському законодавстві. Спираючись на це, у листопаді 2005 року Фой подала ще одну заяву на отримання нового свідоцтва про народження, і коли вона була відхилена, у січні 2006 року розпочала нове судове провадження у Вищий суд, посилаючись на рішення Європейського суду з прав людини у справі Крістін Гудвін. Ці провадження були закріплені за попередньою справою, і справу знову заслухав суддя Ліам МакКечі.
19 жовтня 2007 року суд визнав порушення Ірландією Європейської конвенції з прав людини і вирішив видати першу декларацію через несумісності між ірландським та європейським правом. За словами судді Ліама МакКечі, положення статті 8 конвенції про захист права Фої на повагу до приватного життя були порушені, коли держава не змогла «забезпечити» значне визнання «її жіночої ідентичності». Він також висловив розчарування у нездатності Ірландського уряду вжити будь-яких заходів для покращення становища транссексуалів після його попереднього рішення у 2002 році.

## Вплив на закон
Хоча ці питання були порушені в парламентських дебатах, ніяких постанов не було ухвалено. Декларація про несумісність не може впливати на внутрішнє законодавство, але надає урядові повноваження примирити ірландське та європейське законодавство.
5 січня 2009 року Томас Хаммарберг, Комісар Ради Європи з питань прав людини, виступив з заявою щодо спільноти транссексуалів та, зокрема, Фой, та проголосив, що «немає жодних виправдань тому, що наразі ця спільнота не має повних і безумовних прав людини».

## Урядові зміни
Оскарживши постанову від 2007 року, 21 червня 2010 року уряд Ірландії відкликав своє звернення і створив міжвідомчу комісію з правового визнання транссексуалів. Звіт цієї консультативної групи з визнання гендерних питань був опублікований у липні 2011 року, та мав законодавчі рекомендації для забезпечення юридичного визнання транссексуалів.
Згідно зі звітом, основними вимогами для визнання трансгендерності мала бути операція по зміні статі, а також впроваджено психіатричний діагноз «Розлад гендерної ідентичності». Обов'язковим було розірвання шлюбу, маючи на увазі, що одружені трансгендерні люди мають розлучитись перш ніж змінити гендер для того що уникнути одностатевих шлюбів, які на той момент були заборонені.
Розпочинаючи доповідь консультативної групи, тодішній міністр соціального захисту Джоан Бертон заявила, що уряд запровадить законодавство про визнання гендеру найближчим часом.
Через рік, у вересні 2012 року, виступаючи на конференції трансгендерів Європи в Дубліні, вона повторила свою обіцянку приділити першочергову увагу запровадженню законодавство про визнання гендерної проблематики та заявила, що направить законопроєкт до комітету парламенту для обговорення в найближчі кілька місяців. Однак, до лютого 2013 року законопроєкт так і не розглянули.

## Третя судова справа
27 лютого 2013 року правозахисники безкоштовного юридичного консультаційного центру (FLAC) оголосили, що Фой ініціює нове провадження у Ірландському Вищому суді, вимагаючи від уряду надати їй нове свідоцтво про народження, що визнає її жіночу стать, а також наголошуючи на тому що невиконання цієї вимоги після стількох років принижує її, та порушує її право на ефективний захист в рамках Європейської конвенції про права людини та Конституції Ірландії.
Зрештою, у липні 2013 року уряд представив законопроєкт, і, після чисельних дебатів і поправок, Біль про визнання гендеру був прийнятий у липні 2015 року.
У вересні 2015 Лідія Фой отримала сертифікат про визнання гендеру, а через тиждень нове свідоцтво про народження.

## Інші досягнення
У 1997 році Лідія виросла у своєму саду найбільшу у світі наперстянку.
У 2011 році вона стала головною героїнею документальної передачі  на RTÉ Radio 1 «Моє ім'я — Лідія Фой».